# Paride Dioli
Paride Dioli (Sondrio, 26 giugno 1950) è un entomologo, scrittore e giornalista italiano.

## Biografia
Ha studiato al Liceo classico, quindi Scienze biologiche all'Università di Padova e, in particolare, Entomologia sotto la guida di Antonio Servadei (1975). In seguito ha frequentato assiduamente l'entomologo di Rovereto Livio Tamanini, il massimo esperto italiano del sottordine degli Heteroptera (cimici delle piante, fitofaghe, ematofaghe o predatrici), specializzandosi in questo gruppo di insetti.
Dopo un breve periodo come insegnante di Scienze naturali e biologiche al ginnasio di Agno (Cantone Ticino - Svizzera) e all'Istituto magistrale "Lena Perpenti" di Sondrio, si è dedicato prevalentemente all'attività di giornalista e scrittore di divulgazione scientifica, collaborando con i quotidiani La Repubblica e Il Giorno-QN, con le riviste Oasis e Airone oltre che con numerosi periodici locali, tra cui la Rassegna Economica della Provincia di Sondrio e Il Naturalista valtellinese. Ha partecipato, per la parte ambientale di diversi comuni,  alla stesura dell'Enciclopedia "La Lombardia paese per paese" (ed. Bonechi - Firenze) e della Guida Turistica della Provincia di Sondrio (ed. Gianasso/Banca Popolare di Sondrio). Per l'Associazione Nazionale dei Musei Scientifici ha effettuato e pubblicato una ricerca sulla storia dell'Entomologia in provincia di Sondrio [1].

## Ricerca scientifica
Ha proseguito parallelamente anche la ricerca in campo entomologico, collaborando con Musei ed Istituti universitari in particolare come esperto per gli Hemiptera Heteroptera, noto a livello internazionale [2] [3], partecipando ai progetti scientifici sulle brughiere alpine (Consiglio Nazionale delle Ricerche)[4], sulla fauna della Sierra Leone (Accademia dei Lincei)[5], dell'Albania (spedizione alpinistica e scientifica con il Museo civico di storia naturale di Morbegno e il CAI)[6], del parco del Monte Barro con il Museo civico di storia naturale (Milano)[7], della riserva naturale parziale botanica di Pian di Gembro[8], della riserva naturale orientata del Bosco dei Bordighi (provincia di Sondrio)[8] e dell'area naturale protetta svizzera delle Bolle di Magadino in collaborazione con il Museo cantonale di storia naturale di Lugano[9].
Ha studiato gli Heteroptera del Ferrarese[10], delle Langhe per il Museo civico "Federico Eusebio" di Alba, del Friuli presso il Museo friulano di storia naturale di Udine. Ha partecipato alle campagne di ricerca del Museo di storia naturale di Venezia sull'aeroplancton negli strati bassi dell'atmosfera sul Delta del Po[11].
Nell'ambito delle sue ricerche entomologiche ha descritto specie nuove della famiglia dei Reduviidae[12][13][14][15][16], in particolare nuove specie europee del genere Schidium in Italia e in Spagna. In diverse occasioni si è occupato della introduzione accidentale in Europa di pericolosi parassiti esotici delle piante e delle coltivazioni[17][18][19][20]. Dal 2013 ha effettuato studi sulla diffusione e contenimento in Europa della "Cimice asiatica" (Brown marmorated stink bug) Halyomorpha halis (Pentatomidae) partecipando a diversi progetti di ricerca dell''Università di Modena e Reggio Emilia e del dipartimento "DEFENS" dell'Università di Milano [21][22][23][24][25].  Nel periodo 2016-2018 ha collaborato con l'Istituto di Paleontologia dell'Università di Milano nello studio degli insetti fossili del Monte San Giorgio (Cantone Ticino - Svizzera), descrivendo una specie nuova di Tingidae (Archetingis ladinica) risalente al Triassico Medio (circa 250 milioni di anni fa) [26]. Inoltre ha contribuito, con i colleghi dell'Università di Elazig (Turchia) alla ricerca di nuove specie nei territori orientali dell'Anatolia [27] e, con i colleghi spagnoli, alla ricerca di speciue nuove per l'Europa nella penisola iberica [27][28][29][30].
Socio, dal 1967, della Società Entomologica Italiana e dal 2020 della British Entomological and Natural History Society, è Collaboratore, dal 1980, della Sezione entomologica del Museo di Storia Naturale di Milano e, dal 2013, volontario della cultura del Comune di Milano nel riordino delle Collezioni museali. Dal 1980 è conservatore onorario per l'entomologia del Museo civico di Storia naturale di Morbegno (provincia di Sondrio) e dal 1990 è membro del comitato scientifico della rivista Il naturalista valtellinese, edita dal medesimo museo. A livello internazionale fa parte del Comitato scientifico di diverse riviste tra cui "Heteroptera Poloniae - Acta Faunistica" e il "Journal of the Heteroptera of Turkey". È revisore scientifico di alcuni periodici editi dalla MDPI come "Insects", "Biodiversity", "Pathogens", "Forests" e dell'importante rivista mondiale di tassonomia nota sotto il nome di "Zootaxa".